# مولی پایک
مولی پایک (انگلیسی: Molly Pike؛ زادهٔ ۲۲ ژانویهٔ ۲۰۰۱) بازیکن فوتبال اهل انگلستان است که در پست هافبک برای ساوت‌همپتون در قهرمانی زنان اتحادیه فوتبال انگلیس بازی می‌کند. پایک سال‌های جوانی خود را در چلسی گذراند و کاپیتان تیم زیر ۱۹ سال انگلستان بود.
وی همچنین در تیم‌های ملی فوتبال زیر ۱۷ سال زنان انگلستان, زیر ۱۸ سال زنان انگلستان, زیر ۱۹ سال زنان انگلستان، و زیر ۲۳ سال زنان انگلستان بازی کرده است.